# Rycica
Rycica [pronunciación en polaco: /rɨˈt͡ɕlo͡sa/] es un pueblo situado en el municipio (gmina) de Baranowo, en el distrito de Ostrołęka, voivodato de Mazovia, Polonia. Según el censo de 2011, tiene una población de 216 habitantes.
Está ubicado aproximadamente 5 kilómetros al noroeste de Baranowo, 27 kilómetros al noroeste de Ostrołęka y 111 kilómetros al norte de Varsovia.